# Smilax nipponica
Smilax nipponica es una especie de planta trepadora perteneciente a la familia  Smilacaceae, es originaria de China. 

## Descripción
Es una enredadera anual, erecta o, a veces subiendo un poco. Los tallos son cilíndricos simples, que alcanza un tamaño de 8 - 100 cm de congitud, lisos y huecos. Pecíolo de 1,5 a 4,5 cm, apenas alado; los zarcillos a veces presentes. La hoja oval a oblonga, de 4 - 20 × 2 a 14 cm, el envés glauco. Las inflorescencias en forma de una umbela, con pedúnculo de 3-9 cm, ligeramente comprimido; umbelas de dos sexos 20 - 30 flores, base engrosada. Las flores masculinas: tépalos de color amarillo verdoso o blancos. Los frutos son bayas de color negro azulado, globosas, de 6-7 mm de diámetro.

## Distribución y hábitat
Se encuentra en los bosques, en las laderas cubiertas de hierbas, en lugares húmedos a lo largo de los arroyos; a una altitud de 200 - 1400 metros, en Anhui, Fujian, Guangdong, Guizhou, Henan, Hunan, Jiangxi, Liaoning, Shandong, Sichuan, Taiwán, Yunnan, Zhejiang, Japón y Corea.

## Taxonomía
Smilax nipponica fue descrita por Friedrich Anton Wilhelm Miquel y publicado en Verslagen en Mededeelingen van de Afdeeling Natuurkunde; Koninklijke Akademie van Wetenschappen 2: 87, en el año 1868.
Sinonimia
- Coprosmanthus nipponicus (Miq.) Koidz.
- Coprosmanthus simadai (Masam.) Masam.
- Smilax herbacea var. intermedia C.H.Wright
- Smilax herbacea var. nipponica (Miq.) Maxim.
- Smilax herbacea var. oblonga C.H.Wright
- Smilax higoensis Miq.
- Smilax longipedunculata Merr.
- Smilax nipponica subsp. manshurica Kitag.
- Smilax nipponica var. manshurica (Kitag.) Kitag.
- Smilax oblonga (C.H.Wright) Norton
- Smilax simadai Masam.[3]